# 克罗地亚狂想曲
《克罗地亚狂想曲》是克罗地亚钢琴家马克西姆·姆尔维察於2016年發行的專輯。同名歌曲由作曲家托徹·胡爾伊奇谱写，这首钢琴曲描述了1991年克罗地亚独立战争爆发后，城市处处残垣断壁，血色夕阳映衬着泪光与尘埃，节奏明快而又画面悲壮。该首曲目为马克西姆巡回音乐会的必选曲子，同时也表达了马克西姆对自己国家与民族的热爱之情。